# Sophronica debeckeri
Sophronica debeckeri là một loài bọ cánh cứng trong họ Cerambycidae.